# لیسیتسا
لیسیتسا (به لاتین: Lysitsa) یک منطقهٔ مسکونی در روسیه است که در استان آرخانگلسک واقع شده‌است.